# Rachel Laurin
Rachel Laurin (Mirabel, Québec, 1961. augusztus 11. – Ottawa, 2023. augusztus 13.) kanadai orgonaművész, zeneszerző és zenepedagógus.

## Pályafutása
Lucienne L’Heureux-Arelnél tanult orgonálni 1978 és 1980 között. Ezt követően a Montréali Zeneakadémiára járt orgona és zongora szakra 1986-ig, és párhuzamosan zeneszerzést is tanult Raymond Daveluynél.
1986-tól 2002-ig a Mont-Royali Saint Joseph Oratorium helyettes orgonistája volt. 2000-ben ott adta elő három koncert során Louis Vierne hat orgonára írt szimfóniáját. 2001-ben megismételte ezt az előadás-sorozatot az ottavai katedrálisban. Improvizációt tanított a Montréali Zeneakadémián és a franciaországi Épinalban. 2002 és 2006 között az ottawai katedrális kinevezett orgonistája.

## Válogatott szerzeményei
- Messe pour les fêtes solennelles Opus 4 (1983)
- Sonata in F, Opus 7 for organ  (1985)
- Opus 6, no. 1 and 2 for organ (1989)
- Messe de louange, Opus 15 (1990)
- Opus 17  viola, flute, and piano (1990)
- Opus 18 for chamber ensemble (1990)
- Scènes Vosgiennes, Opus 16 for organ (1991)
- String Quartet, Opus 19 (1991)
- Symphony no. 1, op. 36
- Quatre Pèlerinages en Lorraine, op. 30
- Concerto in D for Organ, String Orchestra and Timpani, op. 59